# فيكتور شو
فيكتور شو (بالإنجليزية: Victor Shaw)‏ هو سياسي أسترالي، ولد في 10 مارس 1875، وتوفي في 14 يونيو 1936 في هوبارت في أستراليا. حزبياً، نشط في حزب العمال الأسترالي. وقد انتخب عضو مجلس نواب تسمانيا.